# گاردن سیتی (کانزاس)
گاردن سیتی (به انگلیسی: Garden City) شهری در ایالت کانزاس کشور ایالات متحده آمریکا است که جمعیت آن در سرشماری سال ۲۰۱۰ میلادی، ۲۶٬۶۵۸ نفر بوده‌است.

## نگارخانه

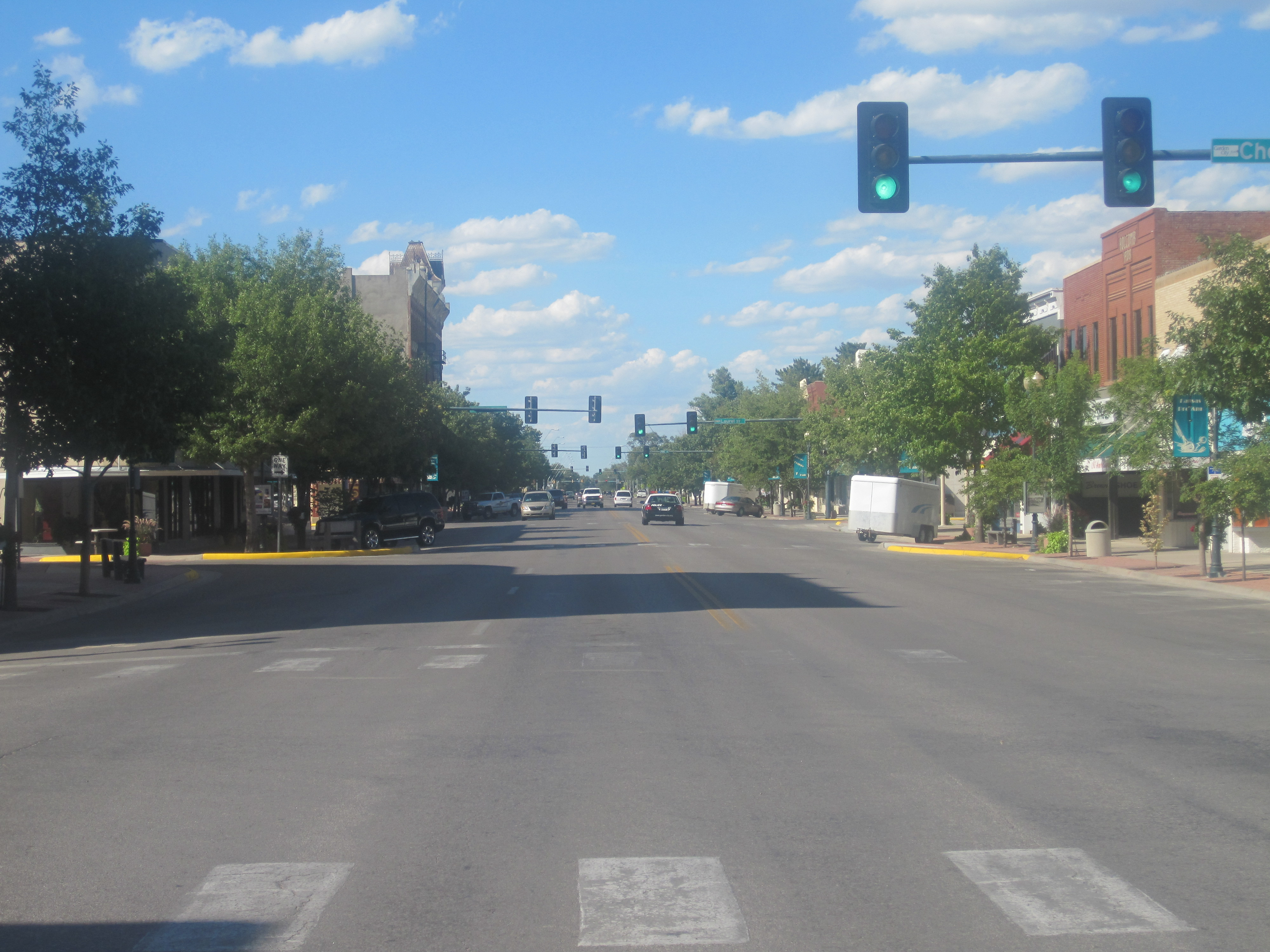
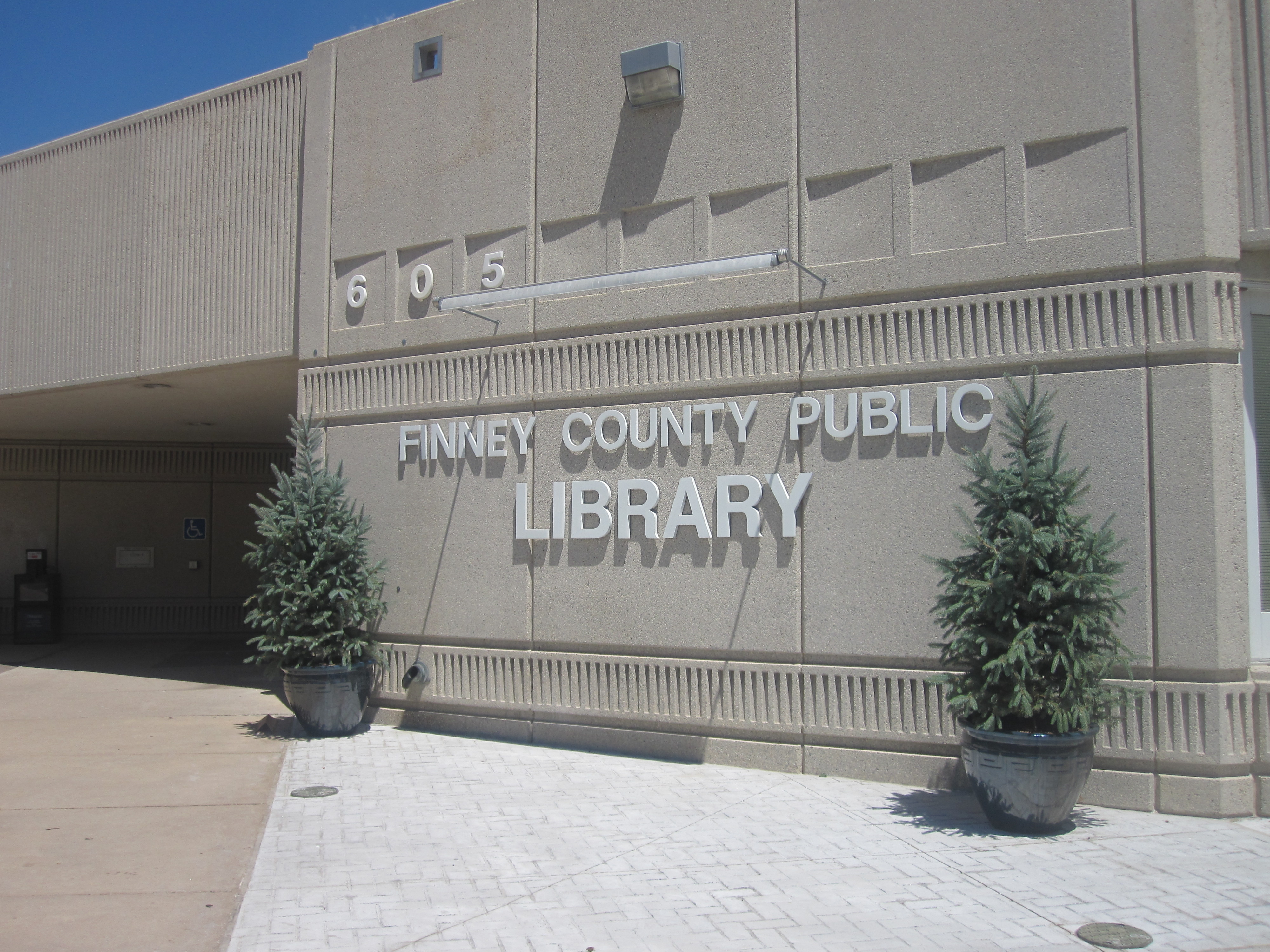
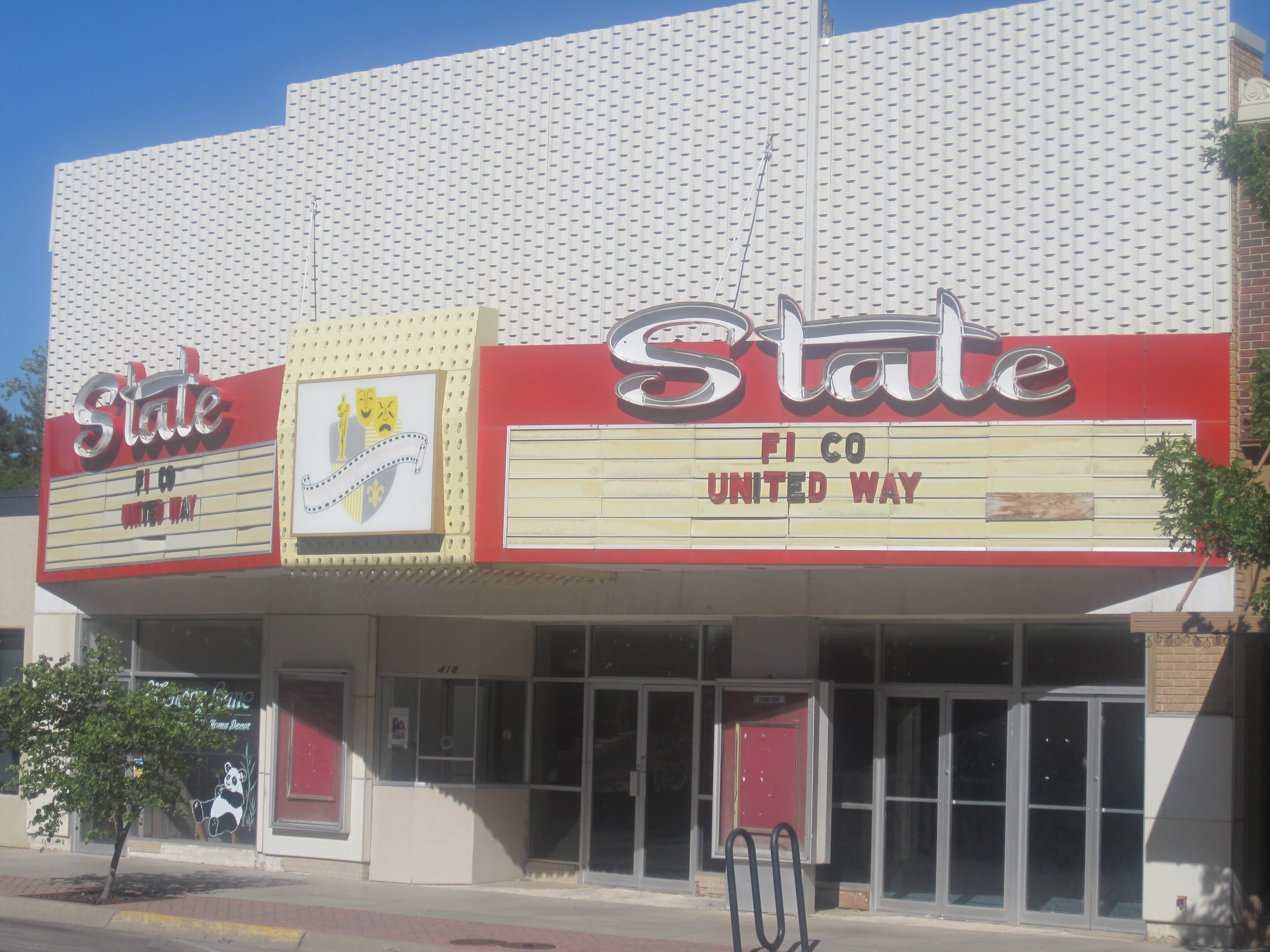
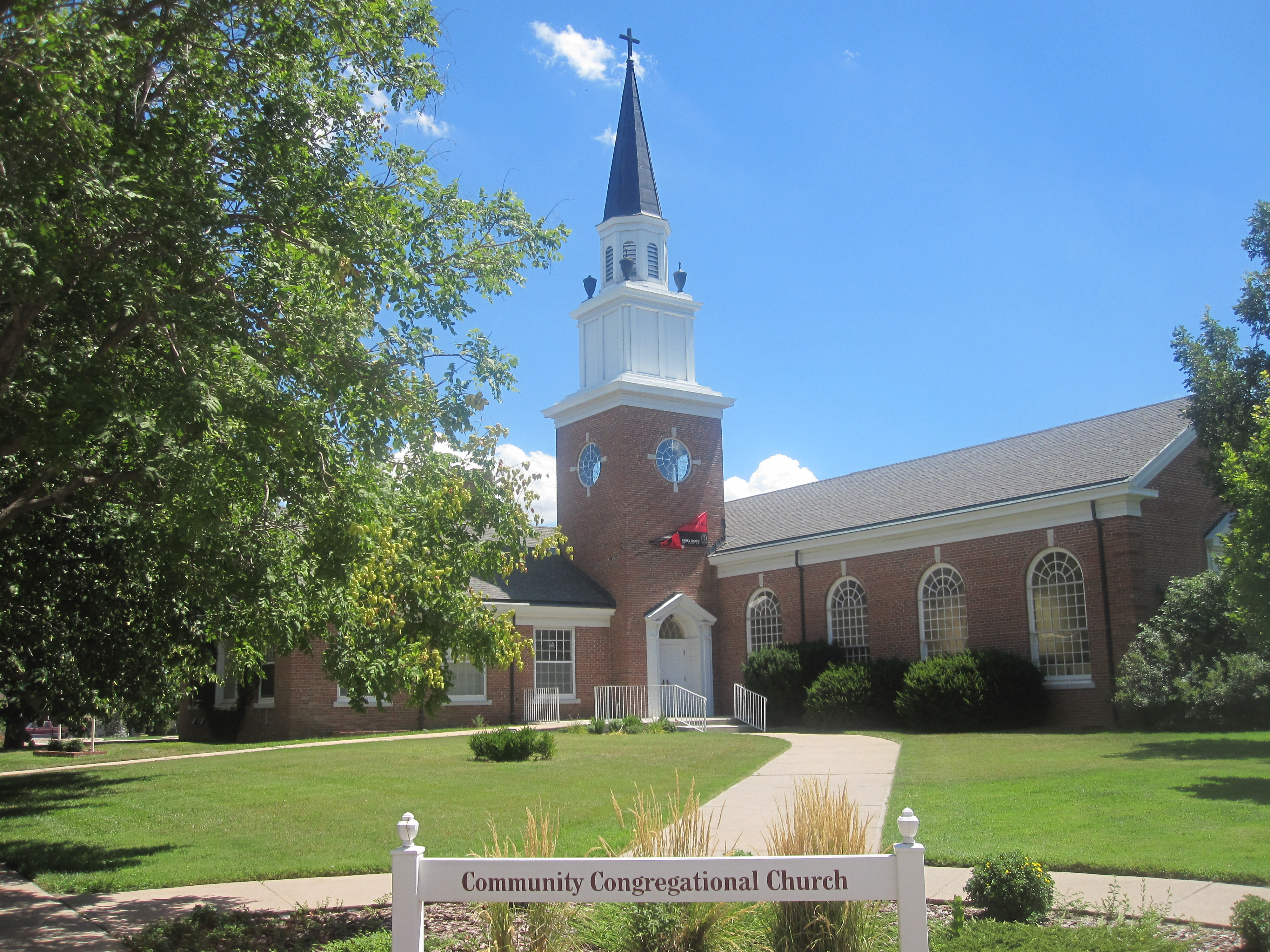
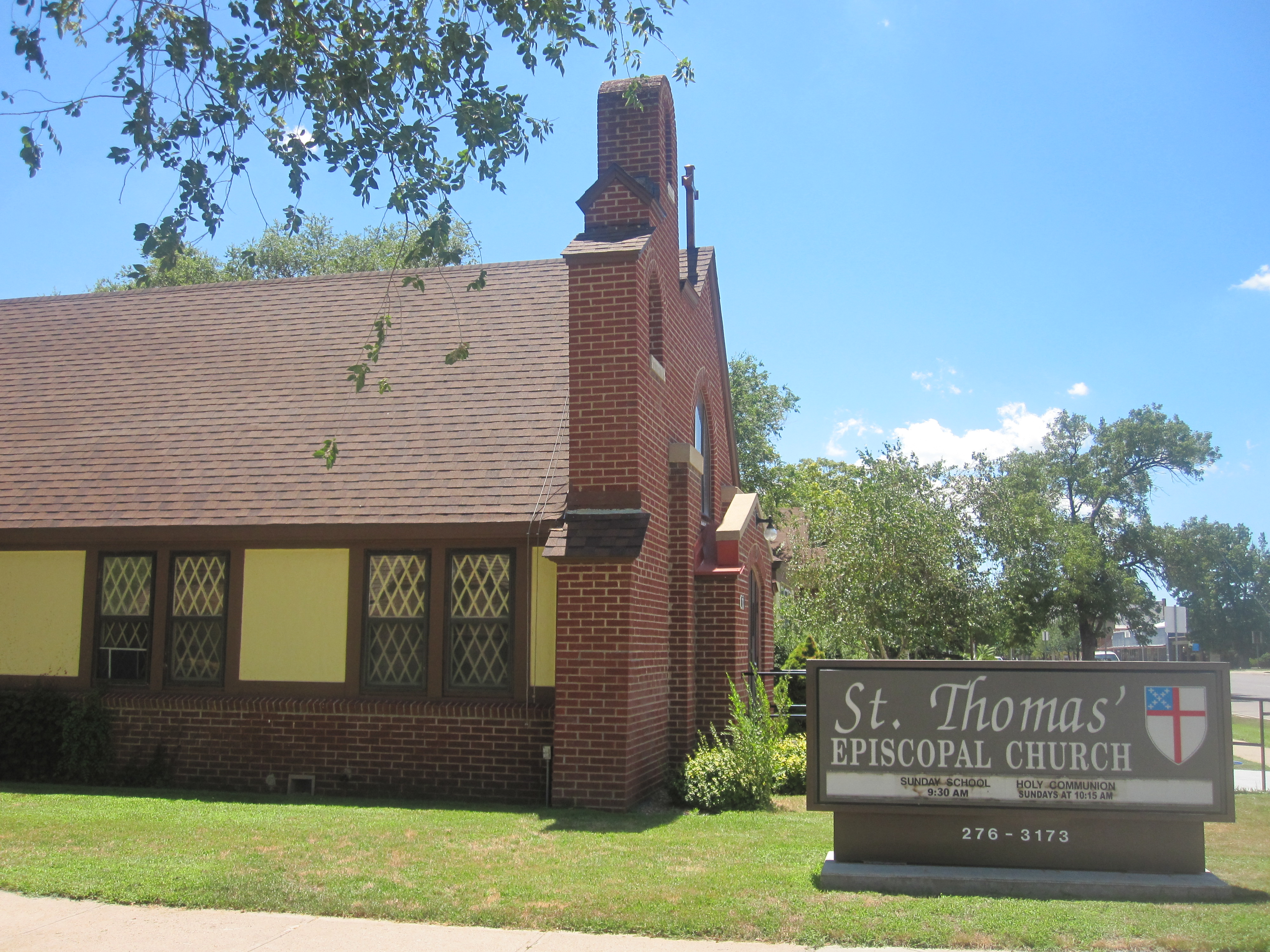
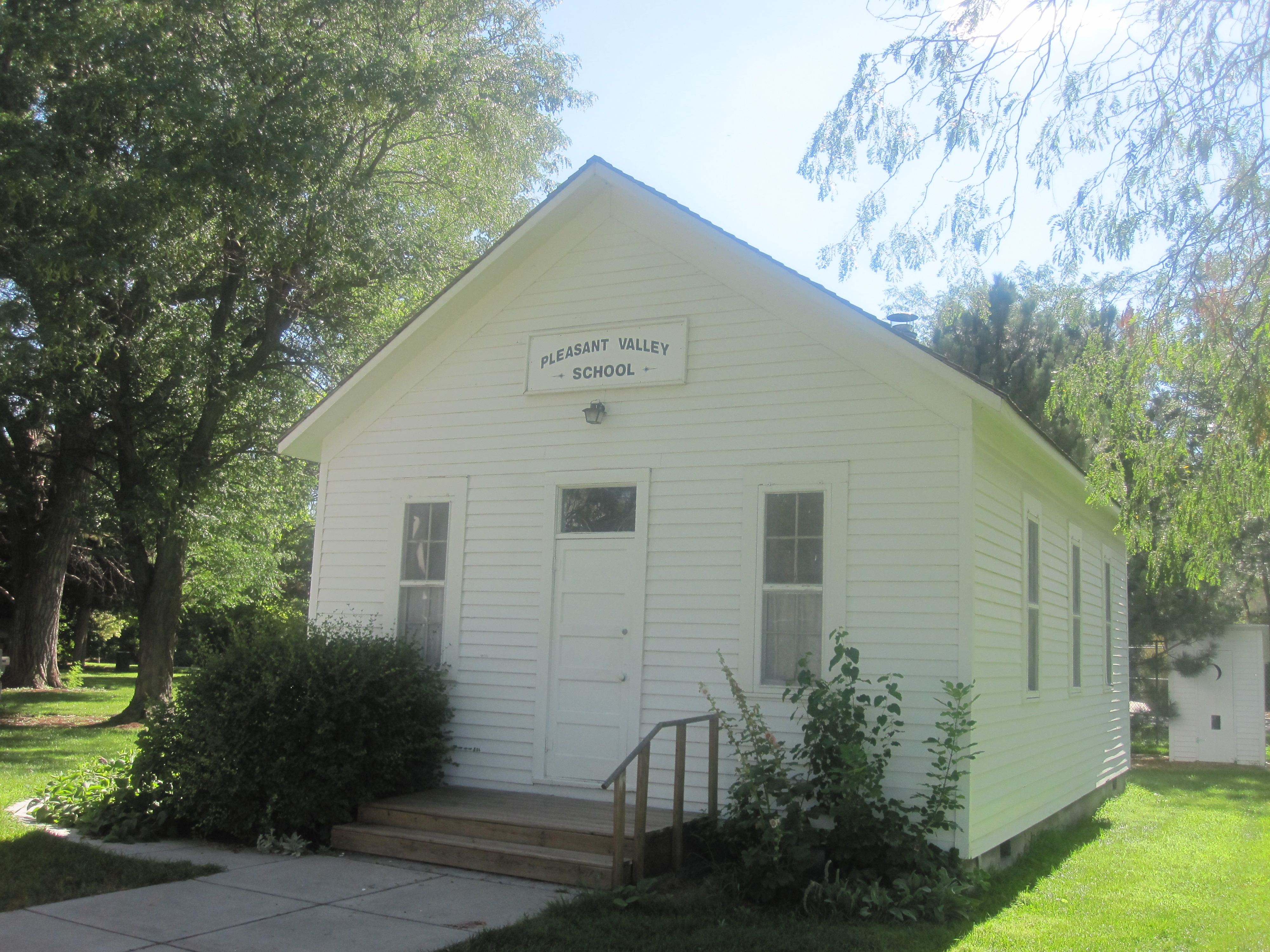
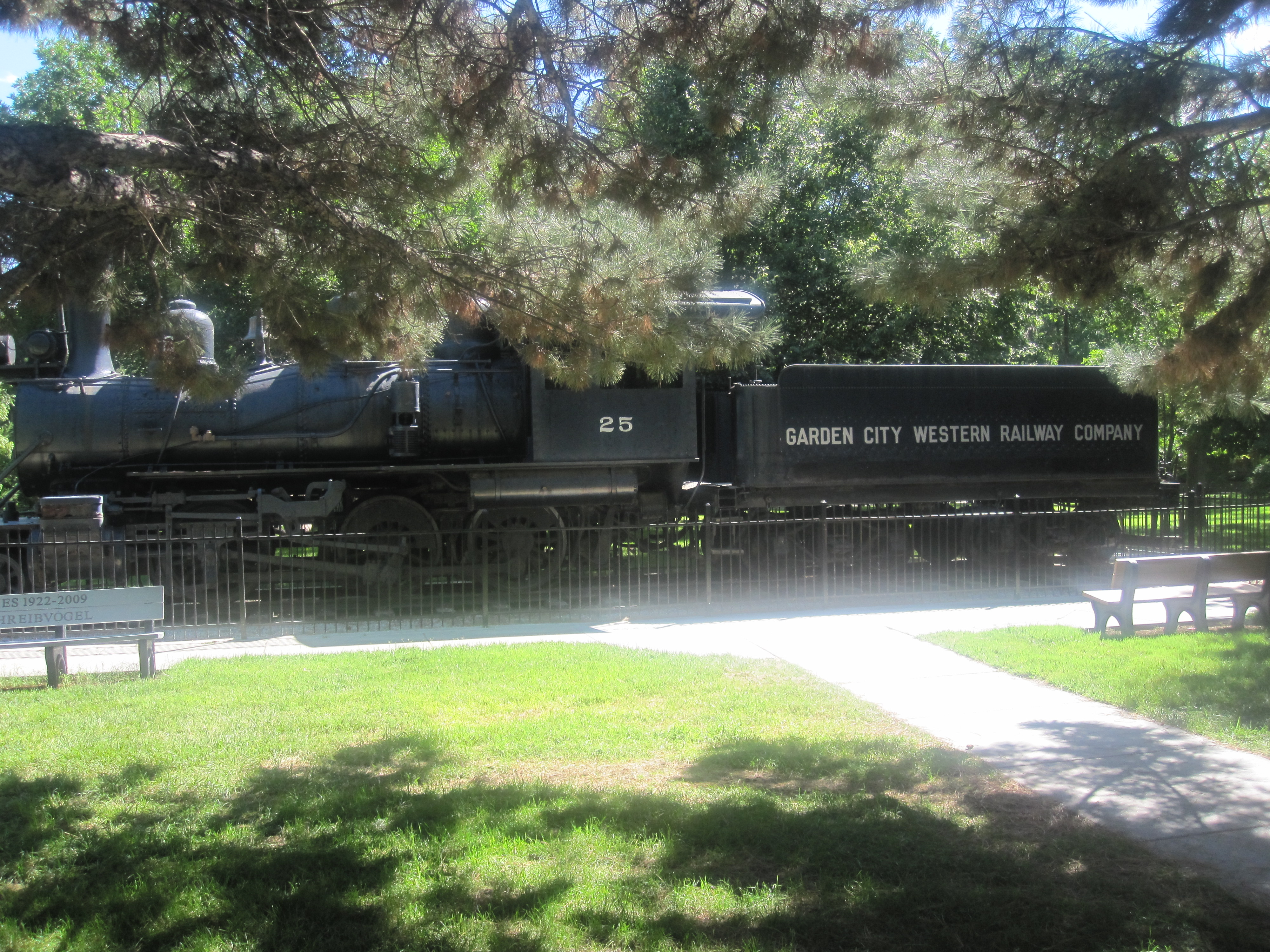